# Grosser Schillerpreis
Grosser Schillerpreis – jedna z ważniejszych nagród literackich w Szwajcarii. Przyznawana od 1920, jej wartość niezmiennie od 1988 wynosi 30 000 franków szwajcarskich. Nagrodę Grosser Schillerpreis organizuje Schweizerische Schillerstiftung.

## Laureaci Grosser Schillerpreis
- 2012 Peter Bichsel i Giovanni Orelli(inne języki)
- 2010 Philippe Jaccottet
- 2005 Erika Burkart(inne języki)
- 2000 Grytzko Mascioni(inne języki)
- 1997 Maurice Chappaz(inne języki)
- 1992 Hugo Loetscher
- 1988 Giorgio Orelli(inne języki)
- 1982 Denis de Rougemont
- 1973 Max Frisch
- 1960 Friedrich Dürrenmatt
- 1955 Gonzague de Reynold
- 1948 Meinrad Inglin
- 1943 Peider Lansel(inne języki)
- 1936 Charles Ferdinand Ramuz
- 1930 Jakob Schaffner(inne języki)
- 1928 Francesco Chiesa
- 1923 Philippe Godet(inne języki)
- 1922 Jakob Bosshart(inne języki)
- 1920 Carl Spitteler
- 1936 Charles Ferdinand Ramuz
- 1930 Jakob Schaffner(inne języki)
- 1928 Francesco Chiesa
- 1923 Philippe Godet(inne języki)
- 1922 Jakob Bosshart(inne języki)
- 1920 Carl Spitteler